# Graignes-Mesnil-Angot
Graignes-Mesnil-Angot település Franciaországban, Manche megyében. Lakosainak száma 800 fő (2022. január 1.). Graignes-Mesnil-Angot Le Dézert, Le Mesnil-Véneron, Saint-André-de-Bohon, Saint-Jean-de-Daye, Tribehou, Carentan-les-Marais és Pont-Hébert községekkel határos.

## Népesség
A település népességének változása:
| Lakosok száma | 806  | 784  | 897  | 802  | 808  | 805  | 801  | 798  | 800  |
|               | 2013 | 2015 | 2016 | 2017 | 2018 | 2019 | 2020 | 2021 | 2022 |